# Andrew Renney
Andrew William Renney (ur. 12 października 1967) – australijski zapaśnik walczący w stylu wolnym. Zajął ósme miejsce na mistrzostwach świata w 1987. Piąty na igrzyskach wspólnoty narodów w 1994. Mistrz Oceanii w 1988 i drugi w 1990. Trzeci w Pucharze Świata w 1988. Wicemistrz świata kadetów w 1983 roku.